# الدوري التايلاندي الممتاز 2006
الدوري التايلاندي الممتاز 2006 (بالتايلندية: ไทยแลนด์พรีเมียร์ลีก ฤดูกาล 2549)‏ هو الموسم 10 من الدوري التايلاندي الممتاز. كان عدد الأندية المشاركة فيه 12، وفاز فيه بانكوك يونايتد.